# سیرو، نیگاتا
سیرو، نیگاتا (به لاتین: Seirō, Niigata) یک منطقهٔ مسکونی در ژاپن است که در استان نیگاتا واقع شده‌است. سیرو ۳۷٫۵۸ کیلومترمربع مساحت و ۱۳٬۹۹۸ نفر جمعیت دارد.